# Juan Gorostidi
Juan Gorostidi Echevarría, nacido en San Sebastián, Guipúzcoa, España, el 30 de septiembre de 1945. Fue un ciclista español, profesional entre los años 1972 y 1981.
Sus victorias las obtuvo en la modalidad de ciclocrós, a la que se dedicó prácticamente en exclusividad, logrando así tres Campeonatos de España de Ciclocrós. 
Homenajeado en muchas ocasiones. 

## Palmarés
| 1972 - 3.º en el Campeonato de España de Ciclocrós 1973 - 3.º en el Campeonato de España de Ciclocrós 1974 - Campeonato de España de Ciclocrós 1975 - Campeonato de España de Ciclocrós 1976 - 3.º en el Campeonato de España de Ciclocrós | 1977 - 2.º Campeonato de España de Ciclocrós 1978 - Campeonato de España de Ciclocrós 1979 - 3.º en el Campeonato de España de Ciclocrós 1981 - 3.º en el Campeonato de España de Ciclocrós |

## Resultados en Grandes Vueltas y Campeonato del Mundo
Durante su carrera deportiva ha conseguido los siguientes puestos en las Grandes Vueltas y en los Campeonatos del Mundo en carretera y ciclocrós:
| Carrera              | 1972 | 1973 | 1974 | 1975 | 1976 | 1977 | 1978 | 1979 | 1980 | 1981 |
| -------------------- | ---- | ---- | ---- | ---- | ---- | ---- | ---- | ---- | ---- | ---- |
| Giro de Italia       | -    | -    | -    | -    | -    | -    | -    | -    | -    | -    |
| Tour de Francia      | -    | -    | -    | -    | -    | -    | -    | -    | -    | -    |
| Vuelta a España      | -    | -    | -    | -    | -    | -    | -    | -    | -    | -    |
| Mundial en Ruta      | -    | -    | -    | -    | -    | -    | -    | -    | -    | -    |
| Mundial de Ciclocrós | 20º  | 14º  | 9º   | 14º  | 19º  | -    | 15º  | 8º   | -    | -    |

-: no participa

Ab.: abandono

## Equipos
- Xey (1972)
- Independiente (1973-1976)
- Leku Eder (1977)
- Independiente (1978-1981)